# Црква Светог Саве у Рудној Глави
Црква Светог Саве у Рудној Глави, на територији општине Мајданпек, припада Епархији тимочкој Српске православне цркве.
Црква посвећена Светом Сави подигнута је 1900. године од тврдог материјала, заузимањем тадашњег свештеника Видака Отовића и председника општине Страина Остроглавића. Посвећена је Светом Сави.
У славу стогодишњице Првог српског устанка, за владе краља Србије Петра I Карађорђевића, при овој цркви подигнута је звонара са два звона, 1904. године, заузимањем и пожртвовањем Стојана Моцића пароха Рудноглавског, Пауна Бадркића председника општинског, Николе Н. Трифуновића, Петра Иђитана, Петра Јанковића, Станоја Уришкића, Петра П. Траиловића, Петра Венћиловића, Јанка Трујановића, Стојана Пауновића и осталих грађана села рудноглавског.